# Eleo Pomare
Eleo Pomare est un chorégraphe américain d’origine colombienne (20 octobre 1937 – 8 août 2008) principalement connu pour des productions chargées de connotations politiques sur le militantisme noir en Amérique du Nord. Lui et sa mère vinrent s’installer aux États-Unis en 1947. Il fit ses études au High School of Performing Arts puis en Europe avant de revenir aux États-Unis pour fonder la Eleo Pomare Dance Company.
Ses principales chorégraphies incluent Missa Luba en 1965, Blues for the Jungle en 1966, Las Desenamoradas en 1967, et Narcissus Rising en 1968.  